# Khetranisaurus
Khetranisaurus là một chi khủng long, được Malkani mô tả khoa học năm 2006.